# Patrick Wahl
Patrick Wahl (* 6. Dezember 1976 in Frankfurt am Main) ist ein deutscher politischer Beamter (BSW). Er ist seit 2025 Staatssekretär im Ministerium für Gesundheit und Soziales des Landes Brandenburg.

## Leben
Wahl studierte Rechtswissenschaft. Von 2006 bis 2011 arbeitete er freiberuflich als Rechtsanwalt. Von 2006 bis 2008 war er zudem juristischer Mitarbeiter bei der Deutsche Stiftung Organtransplantation. Ab 2010 war er in verschiedenen Positionen im Deutschen Bundestag tätig, unter anderem als Referent für Kommunal- und Regionalpolitik, für Haushaltspolitik und als Arbeitskreiskoordinator der Fraktion Die Linke im Bundestag. Von 2022 bis 2024 war er deren Justiziar. Von 2024 bis 2025 war Wahl Geschäftsführer der Gruppe BSW im Bundestag. Er war bis 2024 Mitglied der Partei Die Linke; seit 2024 gehört er dem BSW an.
Am 21. Februar 2025 wurde Wahl unter Ministerin Britta Müller (parteilos) zum Staatssekretär im Ministerium für Gesundheit und Soziales des Landes Brandenburg ernannt.